# Anomos
Anomos è uno pseudonimo di encrypted multi-peer-to-peer file distribution protocol (protocollo multi peer-to-peer criptato). È basato sul concetto del protocollo BitTorrent peer/tracker in combinazione con un livello a "cipolla" di routing anonima (onion routing, Tor), con l'ulteriore vantaggio di una cifratura end-to-end. Dalla combinazione di queste tecnologie, è stata creata una piattaforma dove da nessuna parte al di fuori del tracker fidato si potrà avere ulteriori informazioni sull'utente e su quello che sta scaricando.
Non è un client BitTorrent che sfrutta Tor, esso è progettato per proteggere contro gli attacchi sull'analisi del traffico contro l'anonimato con instradamento del traffico attraverso la sua rete fissa. È utilizzato principalmente per navigare sul web, anche se può essere utilizzato per altri servizi, come ad esempio BitTorrent. Tuttavia, questo è dannoso per la rete Tor, che ha una capacità limitata, e gli operatori della rete spesso usano misure per impedire il traffico BitTorrent su questa rete.
Anomos è più che altro una variazione di BitTorrent che a una variazione di Tor.

## Caratteristiche di Anomos
- Rete decentralizzata basata su BitTorrent.
- Connessioni end-to-end criptate.
- Peer-to-peer anonimo.
- Connessione col Tracker criptato.
- Purtroppo non compatibile con BitTorrent.

## Caratteristiche in sviluppo
- Supporto per OSx